# Judith Fuchs
Judith Fuchs (née le 23 janvier 1990 à Leipzig, en Allemagne) est une joueuse d'échecs allemande.

## Palmarès en compétitions jeunes

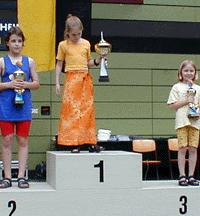
Remise des prix des filles de moins de 10 ans à Überlingen, en 2000.

Judith Fuchs apprend à jouer aux échecs avec son père à l'âge de cinq ans. Elle passe son baccalauréat avec une note de 1,4 après une scolarité à l'école Friedrich-Arnold-Brockhaus à Leipzig et dans ses temps libres, elle dirige un groupe de travail sur les échecs. Parmi ses différents entraineurs se trouvent Lothar Vogt,  Gottfried Braun et David Lobshanidze.
De 1999 à 2007, Judith Fuchs participe à tous les championnats individuels allemands de la jeunesse. Elle en remporte quelques éditions :
- en 2000, dans la catégorie des filles de moins de 10 ans[1]
- en 2006, dans la catégorie des filles de moins de 16 ans
- en 2007, dans la catégorie des filles de moins de 18 ans.

Elle est sélectionnée à plusieurs reprises pour les championnats d'Europe de la jeunesse et les championnats du monde de la jeunesse.

## Parcours avec l'équipe nationale

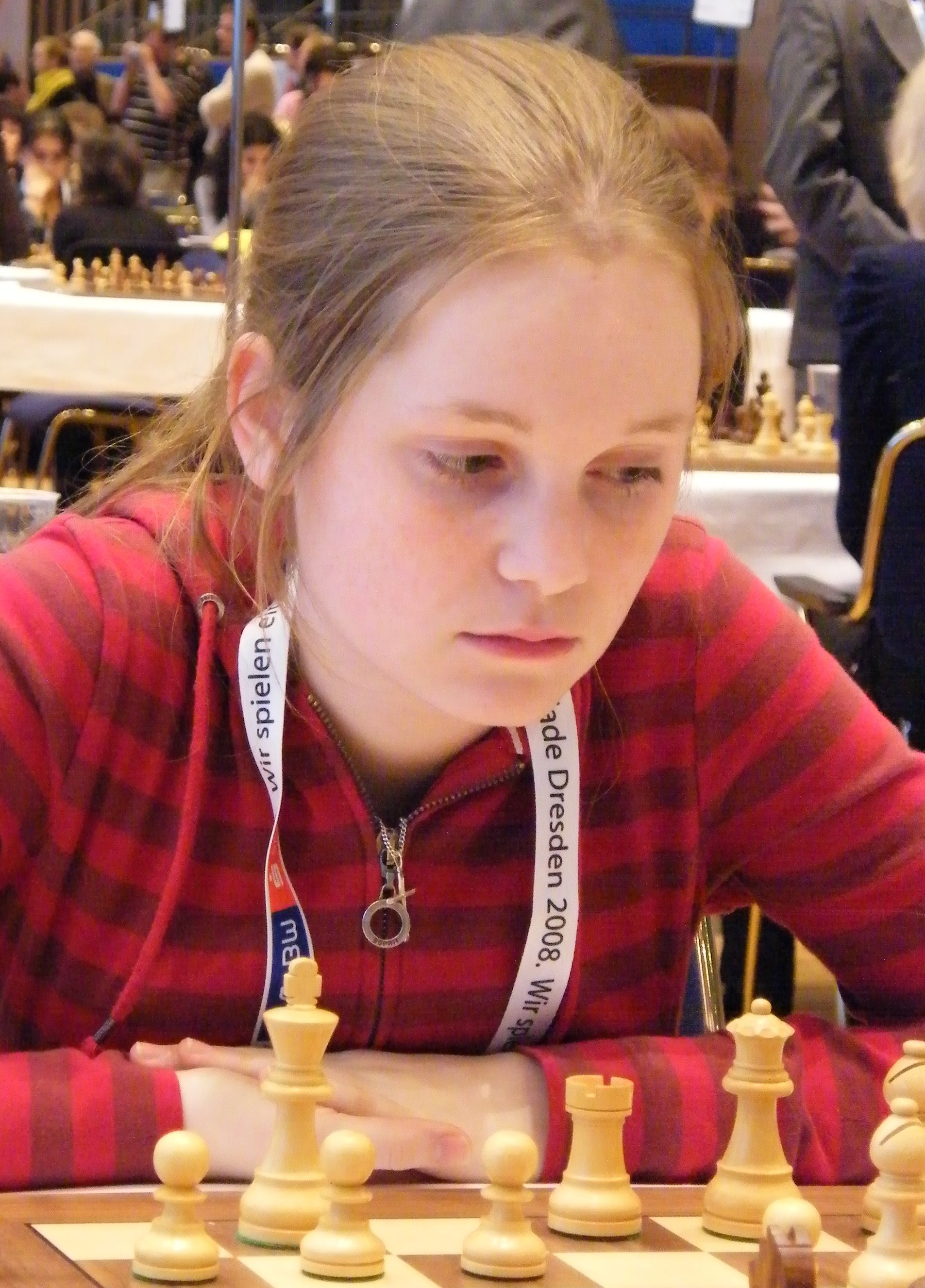
Judith Fuchs, en 2008 à l'Olympiade d'échecs de Dresde

Judith Fuchs représente l'Allemagne lors des olympiades d'échecs féminines.
Olympiades d'échecs féminines de 2008 qui se déroule à Dresde, en Allemagne (4½ sur 9), 2010 à Khanty-Mansiysk (6½ sur 9) et 2016 à Bakou (5½ sur 9).
Elle également participé à quatre reprises à la Coupe Mitropa féminine.

## Parcours en clubs
Judith Fuchs joue pour le club de SV Lok Leipzig-Mitte de 1998 à 2007, en Oberliga Ost (3e division allemande) et en Deuxième Bundesliga féminine (2e division). De 2007 à 2011, elle joue au SC Leipzig-Gohlis en Oberliga Ost (avec quelques matchs en 2e Bundesliga) ainsi qu'en Première Bundesliga féminine. Depuis 2011, elle joue pour le Hamburger SK, en 2e Bundesliga puis dans l'élite du championnat allemand. 
Depuis la saison 2015/16, Judith Fuchs évolue également en Bundesliga féminine autrichienne pour le club de Mayrhofen / SK Zell / Zillertal, avec lequel elle remporte le titre national en 2018. Elle joue également dans le top 12 féminin français, pour le CE de Bois-Colombes en 2016 et, en 2017, pour l'Echiquier Centre Vaucluse.

## Titres internationaux
Judith Fuchs est maître international féminin (MIF) depuis 2009, et elle réalise les normes requises lors de l'olympiade d'échecs féminine de 2008 à Dresde et pendant la saison 2008/2009 du championnat allemand. 
En octobre 2017, elle est nommée grand maître international féminin (GMF) après avoir réalisé les normes requises lors des saisons 2014/15 et 2015/16 de la Bundesliga allemande et en juillet 2017, lors du tournoi de maîtres internationaux du festival d'échecs de Lunebourg, en Allemagne.